# مشروع آزاد باتان للطاقة الكهرومائية

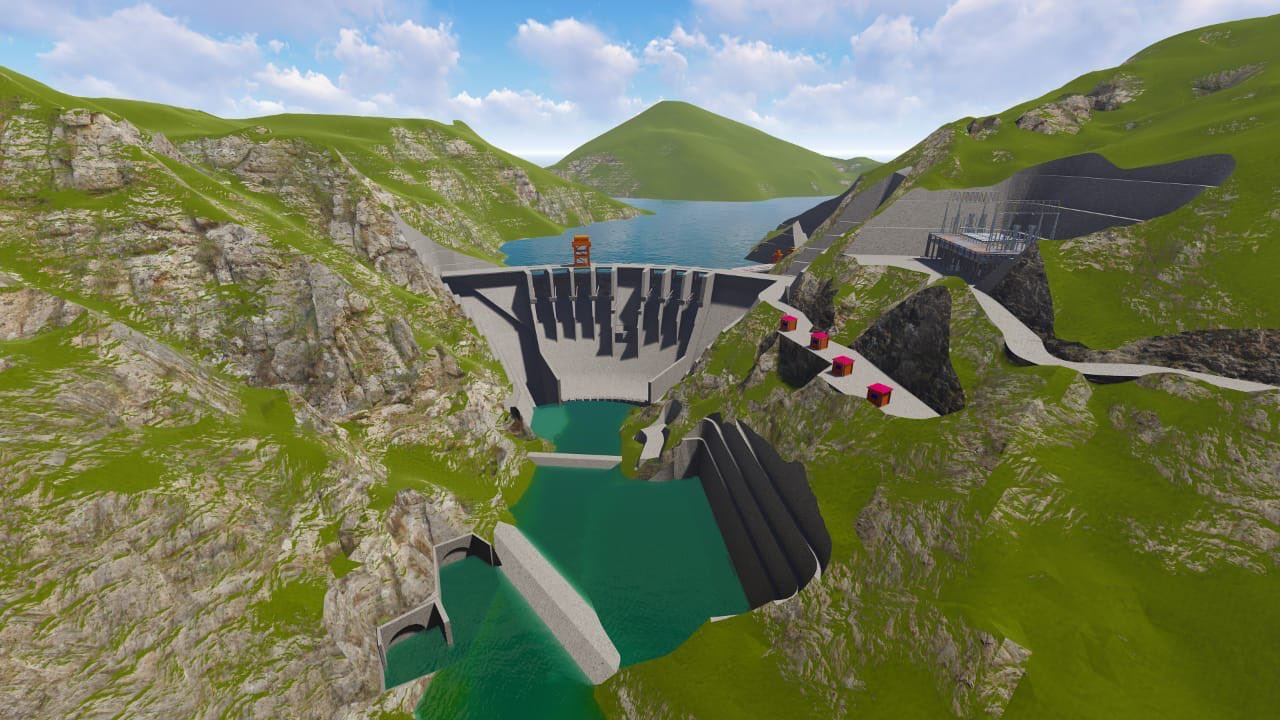
نموذج لتقديم مشروع

مشروع آزاد باتان للطاقة الكهرومائية هي محطة لتوليد الطاقة الكهرومائيةبقدرة 700 ميغاواط على نهر جيلوم على بعد 7 كيلومترات تقريبًا من منبع جسر آزاد باتان في منطقة سودهانوتي، وآزاد جامو وكشمير في باكستان وعلى بعد 90 كيلومترًا من إسلام أباد عاصمة باكستان. من المقرر الانتهاء من المشروع بحلول عام 2026. في يوليو 2020 تم توقيع اتفاقية استثمار المشروع بقيمة 1.5 مليار دولار بين مجموعة غيزوبا الصينية المملوكة للدولة وباكستان في حفل حضره رئيس الوزراء عمران خان وكبار وزراء الحكومة.
عند الانتهاء من المشروع والتكاليف الأخرى ذات الصلة، قدمت شركة المشروع مقترح تعريفه خاصة بها في 23 يونيو 2017. بعد عملية تقييم مكثفة حددت بتاريخ 17 مايو 2018 التعريفة البالغة 7.12 سينت أمريكي لكل كيلووات ساعة (مستوية)، وكانت محددة لمدة 30 عامًا، بمتوسط 5.93 سينت لكل كيلوواط ساعة. متوسط التعريفة الجمركية والمستوية للسنوات العشر الأولى هو 8.13 سينت / كيلوواط ساعة بينما متوسط التعريفة للسنوات العشرين القادمة هو 4.83 سينت / كيلو وات ساعة (المستوى الأمريكي 5.20 سينت / كيلوواط ساعة). يتميز هذا بكونه أقل تعرفة من جميع مشاريع الطاقة الكهرومائية الخاصة الكبيرة (أكثر من 500 ميجاوات) على الأنهار في باكستان.
أجرت لجنة التعاون المشترك للمشاريع ذات الصلة دراسة حول سوق الطاقة في باكستان، مما أدى إلى قرار أن كلا الجانبين سيناقش إدراج المشروع في الاجتماع الخامس لفريق الخبراء. تمت إضافة المشروع في وقت لاحق في الممر الاقتصادي الصيني الباكستاني.